# Письменный, Владимир Леонидович
Влади́мир Леони́дович Пи́сьменный (род. 30 октября 1964 года) — российский лётчик и деятель органов государственной безопасности, полковник ФСБ России, Герой Российской Федерации (2007).
Заместитель начальника Управления — главный штурман авиации ФСБ России, заслуженный военный штурман Российской Федерации.

## Биография
Родился 30 октября 1964 года.
В 1986 году окончил Ворошиловградское высшее военное авиационное училище штурманов имени Пролетариата Донбасса, в 1995 году — Военно-воздушную академию имени Ю. А. Гагарина. Военную службу проходил на различных должностях в авиации пограничных войск КГБ СССР и Федеральной пограничной службы Российской Федерации.
В 2000 году был переведен для прохождения дальнейшей службы в авиацию ФСБ России. Как стало известно в 2021 году, в ночь с 11 на 12 сентября 2001 года участвовал в секретной операции под командованием полковника Н. Ф. Гаврилова по нанесению ракетных ударов со специально модифицированных вертолётов по объектам «Талибана» и «Аль-Каиды» в районе Кабула. В феврале 2002 года был назначен на должность заместителя начальника — главного штурмана Управления авиации ФСБ России. В короткий срок Письменному удалось организовать штурманскую службу авиации ФСБ России, под его непосредственным руководством были разработаны все основополагающие документы по организации штурманской службы авиации ведомства.
За период службы Владимир Леонидович освоил самолёты Ту-134, Ан-12 и Ан-26, а также вертолёты Ми-24, Ми-8Т, Ми-8МТВ, Ми-8МН (МНП) и все их модификации. Имел общий налёт более 5000 часов, из них днём в сложных метеоусловиях более 2500 часов, ночью в сложных метеоусловиях более 2000 часов. Авиационных происшествий и инцидентов по личной вине не имеет.
Письменный имеет большой опыт полётов на самолётах и вертолётах в условиях Арктики, Дальнего Востока, Средней Азии и Закавказья, он из первых испытал и освоил экспериментальный образец вертолёта Ми-8МН (МНП), произвёл свыше 100 пусков управляемых ракет (также в ночных условиях).
Летал в качестве штурмана-инструктора на самолёте Ту-134, лётчика-штурмана и штурмана-инструктора на вертолётах Ми-8МТВ и Ми-8МН (МНП). За период службы Письменным подготовлено к полётам более 100 лётчиков и штурманов.
За время службы активно участвовал в проведении специальных операций, оказавших существенное влияние на обеспечение безопасности Российской Федерации, участвовал в полётах на Северный и Южный полюса.
7 января 2007 года два российских вертолёта Ми-8МТВ авиации ФСБ России с членами экспедиции на борту впервые в истории авиации достигли Южного полюса, совершив межконтинентальный перелёт из Южной Америки в Антарктиду общей протяжённостью маршрута 4500 километров.
За время экспедиции экипажи вертолётов в суровых климатических и сложных метеорологических условиях выполнили 20 полётов с общим налётом 98 часов 25 минут и преодолели 9000 километров. Воздушная экспедиция была успешно проведена в период с 26 декабря 2006 года по 13 января 2007 года. Владимир Письменный был штурманом ведущего вертолёта экспедиции.
Указом Президента Российской Федерации от 14 мая 2007 года за мужество и героизм, проявленные при исполнении воинского долга в условиях, сопряжённых с риском для жизни, полковнику Письменному было присвоено звание Героя Российской Федерации.
Продолжает службу в прежней должности.

## Награды и почётные звания
- Медаль «Золотая Звезда»
- Орден «За заслуги перед Отечеством» II степени
- Орден Мужества
- Орден «За военные заслуги»
- Медаль Нестерова
- Медаль «За боевое содружество» (ФСБ)
- Заслуженный военный штурман Российской Федерации
- Именное огнестрельное оружие
- другие награды

Два ордена «Мужества»